# Fejervarya nilagirica
Fejervarya nilagirica е вид жаба от семейство Dicroglossidae. Видът е застрашен от изчезване.

## Разпространение
Разпространен е в Индия.

## Описание
Популацията на вида е намаляваща.